# لورا إسكيبيل
لورا إسكيبيل (بالإسبانية: Laura Esquivel) (ولدت في مدينة مكسيكو، في الثلاثين من سبتمبر في عام 1950) وهي الكاتبة المكسيكية صاحبة الكتاب الأكثر مبيعا "الغليان (العنوان الأصلي: وكأنه الماء للشيكولا).

## السيرة الذاتية
استخدمت الكاتبة لورا إسكيبيل في كثيرا من أعمالها حركتين أدبيتين هامتين وهما الواقعية السحرية والحركة النسوية. كتبت بين عامي 1979 و1980 برامج للاطفال في السلسلة الثقافية للتليفزيون المكسيكي وفي عام 1983 أسست مركز الاختراع الدائم، ويتألف من ورش عمل فنية للاطفال، مفتؤضا علي اتجاهها الفني. وأعطاها العمل في التليفزيون الحافز لتكرس نفسها لكتابة النصوص السينمائية. وكان ذلك عندما قررت أن تكتب الغليان، الذي حقق نجاحا تجاريًا كبيرًا. وفي رواياتها، أظهرت نوع من الواقعية السحرية للجمع بين ماهو خارق للطبيعة وماهو دنيوي، وخاصة في روايتها الأولي الغليان وبها تبرز أهمية المطبخ وكأنه القطعة الأكثر أهمية بالمنزل، وترفعه وكأنه مصدر المعرفة وفهم الذوق والرغبة.
في عام 1992 عرضت الغليان كرواية سنيمائية بواسطة زوجها الحالي المخرج ألفونسو أراو، وحصلت علي عشرة جوائز منها جائزة أرييل لأكاديمية الفنون المكسيكية وجائزة العلوم السنيمائية. وقد حقق كل من الفيلم والكتاب -والمترجم الي أكثر من ثلاثين لغة- نجاحًا هائلًا في مختلف البلدان. وفي عام 1994 حصلت علي جائزة كتاب العام لبائع الكتاب الأمريكي (بالإنجليزية: American bookseller book of the year)، والتي تمنح لأول مرة لكاتبة أجنبية.
وفي 2004 نشرت كتابها الأخير، مالينتشي، والذي يتضمن شفرة (قام بتوضيحها خوردي كاستيلس). في مارس 2009 تنافست لورا إسكيبل باعتبارها المرشحة الأوفر حظا في مجلس المقاطعة المحلي للمقاطعة السابعة والعشرين للمكسيك، وقد كان ترشيحها مؤيدا من قبل التيار اليساري المتحد. وعلي الرغم من المخالفات، إلا أنه تم انتشال جميع البطاقات الانتخابية، مما يؤكد نجاحها.

## الأعمال الادبية

غلاف رواية الغليان

- الغليان (العنوان الأصلي: مثل الماء للشيكولا) 1989
- قانون الحب 1995
- عصاريات حميمية 1998
- النجمة البحارة 1999
- كتاب العواطف 2000
- سريع جدا وكأنه الرغبة 2001
- مالينتشي 2006
- مثل الماء للشاي 2009

### الغليان
الغليان وعنوانها الاصلي: مثل الماء للشيكولا، هي رواية للكاتبة لورا إسكيبيل وتم نشرها في عام 1989، تتناول الرواية حياة امرأة تدعي تيتا (Tita), شؤونها وعلاقتها بعائلتها وكل هذا متعلق بأهمية المطبخ ومجموعة من الوصفات المكسيكية في الفترة التي عاشت بها البطلة. ويمكن أن نري أسلوب خاص في هذه الرواية، والذي يستخدم الواقعية السحرية بهدف الجمع بين ماهو خارق للطبيعة وماهو دنيوي.
تبدأ القصة في كواهويلا في الحقبة التاريخية المزامنة للثورة المكسيكية. تيتا هي الصغري بين ثلاثة شقيقات ومن المعتاد لدي عائلتها أن الابنة الصغري لا يجب أن تتزوج ولكن عليها أن ترعي والدتها.
وتبدأ العقدة تبدأ عندما تقع تيتا في حب شاب يدعي بيدرو، وهو الأمر غير المقبول من قبل تقاليد أسرتها الممثلة في والدتها «الأم إيلينا» وأختيها الأثنين روساورا وغيرتروديس. وبهذا يصبح من الممنوع أن ترتبط البطلة تيتا بأي رجل بما في ذلك بيدرو، حبيبها منذ الصغر. بتسلسل الأحداث يذهب بيدرو إلي الأم إيلينا ليطلب الزواج من تيتا ولكنها رفضت وانتهي الأمر بحل فرضته عليهم الأم وهو أن يتزوج بيدرو من روساورا الأخت الأكبر لتيتا لكي ينسي بذلك حب تيتا. وبالفعل يوافق بيدرو مخفيا مخطط في نفسه وهو الزواج من روساورا من أجل البقاء بالقرب من تيتا، علي مدار العمل يتم استخدام المطبخ المكسيكي ليشكل حلقة الوصل بين الأحداث واستعارة منه لمشاعر الشخصيات.
وهكذا سيصبح البصل هو السبب في الدموع، والحجل الأيود للإيمان، وبتلات الورود تمثل العواطف التي لايمكن السيطرة عليها. كل فصل من الرواية يبدأ بوضع وصفة لأكلة مكسيكية، الأولي قدمتها الحفيدة ابنة اخت البطلة والتي تروي لنا احداث الرواية.
الغليان هو كتاب يحتار النقاد في تصنيفه فهل هو رواية رومانسية تم سردها من خلال سياق أنثوي في مكان أنثوي وهو المطبخ؟ أم هو كتاب تاريخي يدون لنا الكثير من تقاليد وعادات هذا المجتمع في تلك الحقبة التاريخية؟ أم هو كتاب لوصفات الطهي؟

### رواية قانون الحب (1995)

غلاف رواية قانون الحب

تحكي الرواية عن Azucena أثوثينا وهي محللة فضائيات، وهو نوع من المعالجة النفسية ذات التطور العالي والتي تعالج الذين يعانون من مشاكل في التناسخ والكرمة. وهي كروح مستنيرة قد توصلت ألي التناسخ المتكافئ: تلتقي بتوأم روحها، حبها الحقيقي رودريغو.
لكن بعد ليلة من العاطفة العليا، ينفصل العشاق ويستوجب علي أثوثينا أن تبدأ في البحث عن رودريغو من خلال المجرة وال 14000 حياة.

### رواية عصاريات حميمية (1998)

غلاف رواية عصارات حميمية

رواية تقوم علي وصفات وقصص، والتي بها تحكي لورا إسكيبيل كيف كانت حياتها بطريقة ما، ويوجد قصص أخرى هي التي أنشأتها.

#### ما كتبته لورا إسكيبيل عن عملها عصاريات حميمية
لابد أن تكون الجنسية مرتبطة بالأرض، ليس بتلك الفكرة الفقيرة الخاصة برسم الحدود الإقليمية ولكن بما هو أعمق. لابد أن تري من خلال الإنتاجات التي تنتجها هذه الأرض والكيمياء الخاصة بها وتأثيرها علي أجسامنا. تخترق المركبات البيولوجية التي نأكل منها الحمض النووي الخاص بأجسامنا وتملئه بالنكهات الأكثر حميمية. أيضا تتسرب إلي آخر ركن في اللا وعي، هناك حيث تجمع الذكريات وتختزن للأبد في الذاكرة. هذه الكلمات للكاتبة المكسيكية لورا إسكيبيل في صورة مصغرة من محتويات هذا الكتاب، الذي ليس سوي الرغبة الحية للمؤلفة: للدفاع عن وجود هذه الحدود الداخلية للجنسية، وعلاقتها الوثيقة بمنظمة الأغذية وأهميتها في خلق ما تسميه الكاتبة «رجل جديد». وبالتالي، فإن هذا الجمع من النصوص التي تصل بشكل وثيق المنظمة الغذائية مع الكائن تحول إلي معاهدة صغيرة وبسيطة وذات صلة تأسر الفكر الجوهري لمؤلفة الرواية المشهورة مثل الغليان للشيكولا.

#### مقال عن الرواية
يوجد في هذا الكتاب ولع شديد بالمطبخ، فإنه يصف بطريقة مفصلة الإحساس الخاص بكيفية تأثير كل شيء يتم حدوثه وكل احساس يتم الشعور به وعلاقة ذلك بالمطبخ، حتي إنه يصف كل رف في المطبخ وبما في ذلك من أرض ترابية وصدئ سكين.
إعجاب الكتاب وولعه بالمطبخ وصل للحد الأقصي حتي إنه لا يحتوي فقط علي العواطف ولكن أيضا يحتوي علي المشاعر في كل طبق ويعتقد أن هذا مثير جدا بطريقة تعطي الطبخ شيء من المشاعر والرغبات، ومن هذه اللحظات عندما يطير خيالك وتحلم أثناء يقظتك، عندما تشعرانك لا تلمس الأرض لأنك تفكر وماذا سيحدث غدا، أو حتي عند الشعور بإرضاء الشغف لدي القارئ بالطبخة التي تعد.

### رواية مالينتشي (2006)

غلاف رواية مالينتشي

مالينتشي رواية طال انتظارها حول واحدة من المؤسسين الأكثر إثارة للجدل في تاريخ المكسيك: Malinalli أو Malinche, محبوبة Hernan Cortes هرنان كورتيس، والذي قام بدور المترجم بين الإسبانية والاثتيكاس خلال الغزو والذي بعد ذلك أتهم بخيانة شعبه لعدة قرون وبيعه للغزاة.
في هذا الكتاب الجديد، نتاج ثمرة الحوار بين العمل التحليلي وإعادة إعمار التاريخ، تحكي لورا إسكيبيل بإسلوبها شديد التكثيف والدافئ المغامرة الحيوية للمرأة التي اعتقدت أن الاجنبي هرنان كورتيس كان قد وضع نهاية للتضحيات البشرية الرهيبة للدين الأثتيكي، وأنه كان قد انتهي من اكتشاف القسوة التي لا تقل دموية عن الغزاة.
قصة Malinche هي قصة لاتنسي، لأنها تتغلغل بنفس العمق سواء في القلب المضطرب للبطلة أو في قلب المكسيك المعقد. مالينتشي ربما هي النظرة الأكثر شمولا للمؤلفة لإثنين من قضاياها الجوهرية وهما الأرض المكسيكية والنثوية.

## الجوائز
حصلت الكاتبة لورا إسكيبيل علي العديد من الجوائز منها:
- جائزة كتاب العام لبائع الكتاب الأمريكي ABBY، والتي منحت لأول مرة لكاتبة غير أمريكية وحصلت عليها في عام 1994 في الاتحاد الأمريكي.
- جائزة جبال الأنديز للأكاديمية الإسبانية لفنون الطهي.
- جائزة تمنح لأفضل الكتاب المهتمين بالمطبخ.
- حصلت أيضا علي جائزة أفضل رواية مترجمة إلي البرتغالية.[8]
- لقب امرأة العام من قبل الصحافة الوطنية للمكسيك في عام 2006 في مهرجان السنيما
- جائزة فن الطهي في لاجوارديا في إسبانيا.

## الواقعية السحرية
الواقعية السحرية أو العجائبية هي نوع أدبي تظهر فيه عناصر سحرية (خيالية) أو أحداث غير واقعية في إطار واقعي بهدف تعميق فهم الواقع. على قدر مهارة المؤلف، وقد يصعب على القارئ التفرقة بين الواقع والخيال.
يستخدم هذا المصطلح اليوم علي نطاق أوسع في التصوير والوصف ولم يعد مقتصرا علي النقد. تم استخدام هذا المصطلح لأول مرة من قبل الناقد الفني الألماني (فرانس رو) في وصفه للوحة فنية. ثم استخدم مؤخرا من قبل ارتورو اوسلار بيتري في وصف أعمال بعض الكتاب من أمريكا اللاتينية.
الواقعية السحرية هوضوع أدبي ظهر في منتصف القرن العشرين. كان أول من استخدم هذا المصطلح من قبل الناقد الفني الألماني فرانز روه لوصف لوحة فنية. وقد جاء هذا المصطلح إلى لغتنا مع ترجمة كتاب الواقعية السحرية في 1925، كانت هذه الحركة متأثرة إلى حد كبير بالأعمال السريالية للكاتبة التشيلية ماريا لويسا بومبال ولكن في وقت لاحق في عام 1947، وتم تقديمه إلى أدب أمريكا اللاتينية من قبل أرتورو أوسلار بييتري في مقالته القصة الفينزوالية. وتحدث أيضا أليخو كاربنتيير في عام 1949 عن الواقعية السحرية لتقديم روايته مملكة هذا العالم واعتبرت هذه الرواية هي البادئة لهذا التيار الأدبي.
نذكر أيضا من المؤسسين لهذه الحركة الغواتيمالي ميجيل أنخيل أستورياس والكولومبي غابرييل غارثيا ماركيث، الحاصلين علي جائزة نوبل في الأدب. في حين إنه يشيد الكثير بأنه من مؤسسي هذا التيار الأدبي هو خوان رولفو عند كتابته لقصة المطر عام1935, وخوسيه دي لا كوادرا وبابلو نيرودا وآخرى ن.
أيضا من الذين ارتبطت أسمائهم بالواقعية السحرية هو الكاتب خورخي لويس بورخيس والكاتبة المكسيكية لورا إسكيبيل عند كتابتها لرواية الغليان.
وصل تيار الواقعية السحرية إلي أوج تطوره في فترة الستينيات والسبعينيات وذلك بسبب التباين بين رؤيتين كانوا بارزين في أمريكا اللاتينية في ذلك الوقت وهما: ثقافة التكنولوجيا وثقافة الخرافة.
يعرف تيار الواقعية السحرية بالانخراط في الإسلوب والاهتمام باظهار غير الواقعي والغريب باعتباره شيء يومي وشائع. لا يعالج هذا التيار إثارة المشاعر ولكن التعبير عنها، وقبل كل شيء، هو تعبير يقف امام الواقع. تعد رواية مائة عام من العزلة التي كتبها غابرييل غارثيا ماركيث واحدة من أهم الأعمال الممثلة للواقعية السحرية.
تشترك الواقعية السحرية مع الواقعية الملحمية في بعض الخصائص ومنها المطالبة بإعطاء المحاكاة الداخلية لما هو خيالي وغير واقعي.

### جوانب من الواقعية السحرية
العناصر التالية موجودة في العديد من روايات الواقعية السحرية، ولكن ليس بالضرورة جميعهم يكونوا حاضرين في رواية ما.
- يوجد محتوي من العناصر الخيالية أو غير الواقعية مستوحاه من شخصيات لها علاقة بالواقع.
- وجود جزء من التصور الحسي للواقع.
- يمكن أن ينظر في مضمون الرواية تمثيل عدد من الخرافات والأساطير وعادة ما تكون في أمريكا اللاتينية. حتى إنه في كتاب مائة عام من العزلة، وقيل انه يشير إلى إسطورة من الإنسانية وهي خروج آدم وحواء من جنة عدن.
- تعدد الرواة (الجمع بين الشخص الأول والثاني والثالث)، لتقديم وجهات نظر مختلفة لنفس الفكرة وليصبح النص أكثر تعقيدا.
- يوجد تشويه للزمن وذلك من أجل تكرار الحاضر وتشابه مع الماضي.
- التحول في الحياة اليومية العادية إلى الخبرة التي تشمل تجربة «خارقة» أو «رائعة».
- يؤخذ في الاعتبار ظاهرة الموت، أي أنه يمكن للشخصيات أن تموت ثم تحيا من جديد.
- اختلاط بين الواقع والخيال: هناك حقائق من واقع الحياة اليومية تختلط مع العالم غير واقعي للمؤلف، بهدف وضع نهاية غير متوقعة أو غامضة.
- هناك عدد كبير من المشاهد الأمريكية
- يوجد وقائع حقيقية ولكن لها دلالات خيالية، البعض منها ليس له تفسير، والبعض الآخر من غير المحتمل أن يحدث.

## الحركة النسوية
الأنثوية أو النسوية هي مجموعة مختلفة من النظريات الاجتماعية، والحركات السياسية، والفلسفات الأخلاقية، التي تحركها دوافع متعلقة بقضايا المرأة. يتفق النسويون والنسويات على أن الهدف النهائي هو القضاء على أشكال القهر المتصل بالنوع الجنسي، ليسمح المجتمع للجميع نساءً ورجالً بالنمو والمشاركة في المجتمع بأمان وحرية. ومعظم النسويين مهتمون بشكل خاص بقضايا عدم المساوة السياسية والاجتماعية والاقتصادية بين النساء والرجال، ويجادل بعضهم بأن مفاهيم النوع الاجتماعي والهوية بحسب الجنس تحددها البنية الاجتماعية.
يختلف النسويون حول السبب في انعدام المساواة، وكيفية الوصول إليها، والمدى الذي يجب أن يصل إليه التشكيك في التعريفات المبنية على أساس الجنس والنوع الاجتماعي وانتقادها. لهذا، كأي أيديولوجيا، أو حركة سياسية، أو فلسفة، فليس هناك صيغة عالمية موحدة للنسوية تمثل كل النسويين.
نشاطات النسوية السياسية تكون غالباً حملات في قضايا مثل الحقوق الإنجابية (التي تتضمن – دون أن يحدها ذلك- الحق في اختيار إجهاض آمن وقانوني، منع الحمل، ونوعية الرعاية الصحية المتوفرة للأمهات)، والعنف في العلاقات الأسرية، وإسقاط الحمل، والتحرش الجنسي، والتحرش في الشوارع، والاغتصاب، والتمييز، وعدم المساواة في الأجور.
و يجادل العديد من النسويين اليوم بأن النسوية هي حركة شعبية تهدف إلى تخطي الحواجز المبنية على العرق، المرتبة الاجتماعية، الثقافة، والدين، التي تتعلق بالمرأة في المجتمع. وتناظر في توسعات قضايا معينة وتأثيراتها على المجتمع العالمي مثل الاغتصاب، زنا المحارم، والأمومة.
يوجد الكثير من الإيدوليوجيات والحركات النسوية منها: نسوية اشتراكية وماركسية، نسوية راديكالية، نسوية ليبرالية، نسوية الجنوب، النسوية البيئية، نسوية لاسلطوية، نسوية لادينية، نسوية يهودية، نسوية مسيحية، نسوية إسلامية

## روابط خارجية
- لورا إسكيبيل على موقع IMDb (الإنجليزية)
- لورا إسكيبيل على موقع ميوزك برينز (الإنجليزية)
- لورا إسكيبيل على موقع قاعدة بيانات الفيلم (الإنجليزية)